# Ladislav Staněk
Ladislav Staněk (18. října 1921, Hrušov - 9. listopadu 2011, Bílovec) byl československý hokejový útočník.

## Hráčská kariéra
Za reprezentaci Československa nastoupil 24. března 1949 v utkání proti Polsku v Ostravě. Gól v reprezentaci nedal. V lize hrál za ZSJ Sokol VŽKG (1945–1960).